# Amphipyra repressus
Amphipyra repressus là một loài bướm đêm trong họ Noctuidae.